# Мкртчян, Артур Асланович
Арту́р Асла́нович Мкртчян (арм. Արթուր Ասլանի Մկրտչյան, 16 февраля 1959, Гадрут, Нагорно-Карабахская АО — 14 апреля 1992, Степанакерт) — государственный и политический деятель непризнанной Нагорно-Карабахской Республики, председатель Верховного совета НКР (1992).

## Биография
Родился 16 февраля 1959 года в городе Гадрут, Гадрутский район, Нагорно-Карабахская автономная область, Азербайджанская ССР.
В 1981 году окончил исторический факультет Ереванского государственного университета, в 1982 году поступил в аспирантуру Института этнографии АН СССР (Москва).
В 1986 году вернулся в Ереван и некоторое время работал в Институте краеведения и этнографии. Затем вернулся в Гадрут и работал директором Гадрутского краеведческого музея. В 1988 году защитил кандидатскую диссертацию, получив ученую степень кандидата исторических наук.
Депутат Верховного Совета НКР первого созыва. С 8 января по 14 апреля 1992 года был председателем Верховного совета НКР, избран благодаря поддержке партии «Дашнакцутюн».
Погиб 14 апреля 1992 года в Степанакерте (Ханкенди) при невыясненных обстоятельствах. Официальная версия гласит, что он был убит своей женой на почве ревности. 